# John Tyler Morgan
John Tyler Morgan, född 20 juni 1824 i Athens, Tennessee, död 11 juni 1907 i Washington, D.C., var en amerikansk general och politiker. Han representerade delstaten Alabama i USA:s senat från 1877 fram till sin död. Han var ordförande i senatens utrikesutskott 1893-1895. Morgan förespråkade rassegregering. Han var expansionist i sin utrikespolitik och förordade annekteringen av Republiken Hawaii.

## Tidig karriär
Morgan fick sitt namn efter John Tyler som han var släkt med. Han studerade juridik och inledde 1845 sin karriär som advokat i Talladega. Han flyttade 1855 till Dallas County, Alabama. Han var aktiv inom lokal- och delstatspolitiken. Under större delen av sin karriär var han demokrat, men före amerikanska inbördeskriget var han även kortvarigt med i whigs och knownothings. Han lyckades sedan höja sin profil som medarbetare åt demokraten William Lowndes Yancey som var den ivrigaste förespråkaren för Alabamas utträde ur USA. Yancey och Morgan deltog i konventet som bestämde om utträdet. Morgan argumenterade starkt för Yanceys förslag som vann och Alabama lämnade unionen.

## Amerikanska inbördeskriget
Morgan tog värvning i Amerikas konfedererade staters armé och befordrades snabbt till överstelöjtnant. Han avancerade 1863 till brigadgeneral. Sydstaternas förlust lämnade Morgan förbittrad. Han kände speciell bitterhet mot den federala regeringen, republikanerna och de frigivna slavarna.

## Rasfrågan
Morgan efterträdde 1877 George Goldthwaite som senator för Alabama. Han var en av de ledande rasisterna i senaten. Han ville ha de svarta ut ur USA. Senator Matthew Butler introducerade 1890 ett lagförslag för federalt stöd till utvandring. Morgan var den som mest passionerat försvarade Butlers förslag. Enligt honom fanns det ingenting nytt i tanken att de svarta skulle flytta ut, tvärtom menade han att liknande tankar hade funnits i hundra år. Han trodde att de teknologiska framstegen snabbt skulle möjliggöra masstransporter av de svarta till Afrika. Morgan frågade om man skulle släppa in åtta miljoner afrikaner falls de ville komma till USA i en situation där det inte fanns sådana i Amerika. "Nej! Aldrig!", ropade Morgan. Han undrade sedan varför de (afroamerikanerna) skulle vara kvar där då. Morgan påstod i paternalistisk anda att han egentligen brydde sig om de svartas välbefinnande och att de skulle klara sig bättre i Afrika än i USA. Dessutom påstod han att svarta människor från USA skulle klara av det som de vita inte kunde, nämligen att civilisera Afrika. Medan Morgan trodde på utvandringen av de svarta, hade Butler introducerat lagförslaget främst för att irritera republikanerna. Butlers lagförslag fick ett förkrossande mottagande från republikanerna som inte förstod varför någon som skulle få välja mellan att bo i Afrika och bo i USA, inte skulle välja USA.

## Den imperialistiska utrikespolitiken
Morgan åkte 1897 till Republiken Hawaii för att visa sitt stöd till president William McKinleys imperialistiska utrikespolitik dit annekteringen av Hawaii ingick. Journalisten Henry Watterson förhöll sig mycket kritisk till expansionismen och påstod att Morgans linje gällande Hawaii var ett svek både mot sydstaterna och mot demokraterna. Enligt Morgan var det nödvändigt för USA att ha öarna. Watterson hånade Morgan och menade att tydligen trodde senatorn att öarna behövdes för att ge skydd åt Morgans favoritprojekt, att bygga en kanal i Nicaragua.
Morgan avled 1907 i ämbetet och efterträddes av John H. Bankhead. Graven finns på Live Oak Cemetery i Selma, Alabama. Morgan's Rock i Nicaragua fick sitt namn efter Morgan som tack till att han förordade att kanalen borde byggas i Nicaragua i stället för Panama.